# José Bettencourt de Oliveira
José Bettencourt de Oliveira (Toledo (Velas), Santo Amaro (Velas), ilha de São Jorge 12 de Junho de 1847 - ?) foi produtor Agrícola em terras próprias e militar do exército português na especialidade de infantaria.

## Biografia
Prestou serviço no exército português Regimento de Guarnição nº 1, aquartelado na Fortaleza de São João Baptista, no Monte Brasil, junto à cidade de Angra do Heroísmo.
Foi um medio detentor de terras na ilha de São Jorge, nomeadamente na zona Norte e nas fajãs da costa Norte, principalmente na fajã de Vasco Martins, Fajã Rasa, e Fajã da Ponta Furada, onde produzia vinho de várias castas, particularmente da casta conhecida regionalmente, como “Vinho de cheiro”, que era vendido principalmente na vila das Velas. 

## Relações familiares
Foi filho de António Bettencourt de Oliveira e D. Paciência Maria de Bettencourt. 
Casou duas vezes, a primeira com D. Maria Josefa de Bettencourt em 21 de Outubro de 1869 na localidade de Santo Amaro (Velas), ilha de São Jorge, nascida em 16 de Junho de 1849 -?) filha de João Teixeira de Bettencourt e D. Mariana Joséfa de Bettencourt. O segundo casamento foi em 25 de Fevereiro de 1895 com D. Isabel Josefa de Bettencourt, filha de António Teixeira de Sousa e de D. Ana Victorina. 
Do segundo casamento não teve descendência. 
Filhos de José Bettencourt de Oliveira e Maria Joséfa de Bettencourt:
1. Maria da Silveira Soares de Bettencourt (24 de Julho de 1871 - ?) casou com António Bettencourt de Oliveira a 13 de Janeiro de 1888.
2. Manuel Teixeira de Quadros (24 de Fevereiro de 1870 - ?) casou com Isabel Victorina do Coração de Jesus.
3. Ana (1 de Dezembro de 1872 - ?).
4. João Teixeira Soares (26 de Junho de 1874 -?) casou com Maria Teixeira Soares.
5. Teresa (9 de Setembro de 1881 - ?).
6. Isabel Teixeira Bettencourt (Toledo (Velas) - ?) casou com José Teixeira Matias.
7. António Teixeira Soares Bettencourt.